# Imamat del Jabal Nafusa
L'imamat del Jabal Nafusa fou un efímer estat ibadita que va sorgir a començaments del segle x. Com imamat va existir fins al 923, però va continuar després com hakimat fins al segle xiv.
Els ibadites de Tripolitana, subjectes de l'imamat rustúmida de Tahert, foren eliminats com a poder polític pels aglàbides el 896, però es van refer i van restablir l'imamat a la zona del Jabal Nafusa. El seu principal cap fou l'imam mudafi Abu Yahya Zakariyya al-Irdjani (vers 908-923) únic imam conegut després dels rustúmides (que foren eliminats pels fatimites el 909); només dominava les muntanyes Nafusa (Jabal Nafusa) però va aconseguir mantenir la independència envers els fatimites.
Després de la seva mort els seus successors van portar el títol de hàkim i van conservar la independència fins a una data incerta vers 1040/1055 quan un d'ells va haver de reconèixer la sobirania dels zírides. Més tard portaren el títol de xeics del Jabal Nafusa, i encara existien en el segle xiv.